# 클레이턴 커쇼
클레이턴 에드워드 커쇼(영어: Clayton Edward Kershaw, 1988년 3월 19일 ~ )는 미국의 야구 선수로 MLB에 소속되어 있는 로스앤젤레스 다저스의 투수이다.

## 어린 시절
하이랜드 파크 고등학교를 나왔다. 고등학교 시절인 2006년에는 13승 무패, 평균 자책점 0.77을 기록했는데, 64이닝을 던지면서 탈삼진은 139개를 잡았다. 또, 고교에서 진기한 기록을 달성하는데 저스틴 노스웨스트 고등학교와의 플레이오프 경기에서 5회 동안 15명의 모든 타자를 삼진처리하면서 퍼펙트 게임을 달성하였다(10-0이 되어 콜드게임이 된다). 이러한 기록을 바탕으로 커쇼는 USA 투데이가 뽑은 최우수 고교 선수, 게토레이가 선정한 이 해의 선수로 뽑혔다. 이러한 고교시절의 활약을 바탕으로 드래프트가 시작되기 전부터 이름을 날렸으며 그 결과 2006년에 있었던 MLB 드래프트에서 고등학교 졸업 선수들 중에서 최고의 선수로 평가를 받았고, 로스앤젤레스 다저스가 커쇼를 1라운드 전체 7위로 지명하여 그 해 6월 20일에 계약을 맺는다.

## 경력

### 메이저 리그 이전
루키 리그에서는 10경기에 등판을 했는데 8경기에 선발등판하여 2승 0패, 1.95의 방어율을 기록한다. 그 외의 기록은 37이닝을 던지며 10실점(8자책점), 54개의 탈삼진, 5개의 사사구라는 투구내용을 보이며 베이스볼 아메리카가 뽑은 다저스 루키 리그 팀 내 유망주 1위, 다저스 산하 마이너 리그 베이스볼 유망주에서는 2위로 평가받는다. 7월 23일, 8월 3일에 있었던 2번의 선발등판에서는 11이닝을 던지며 21개의 탈삼진을 기록하며 경이로운 기록을 달성한다. 2007년에는 싱글A로 승격되어 7월까지 20경기에 선발등판하여 7승 5패, 2.77의 방어율과 134개의 탈삼진을 기록하며, 올스타 퓨처스 게임에도 선출된다. 8월에는 더블A로 승격되어 5경기에 등판해 1승 2패, 3.65의 방어율을 기록한다.
2008년에는 베이스볼 아메리카에서 뽑은 로스앤젤레스 다저스의 유망주 순위 1위를 기록하고, 메이저 리그 전체 유망주 순위에서도 7위로 평가받으며 메이저 리그 초청 선수로서 스프링 캠프에도 참가한다. 시범경기에서도 등판했는데 개막직전 시합에서 맹타를 휘두르고 있던 보스턴 레드삭스를 상대로 4이닝을 1피안타로 막아내며 수뇌진을 놀라게 했다. 다저스는 커쇼를 엄청난 타자 친화적 구장을 홈으로 사용하고 있는 트리플A로 보내지 않고 그대로 더블A에서 육성하는 것으로 했다. 5월까지는 10경기에 등판하여 9경기에 선발로 나왔고, 43.1이닝을 던지며 2.28의 방어율, 47개의 탈삼진, 15개의 볼넷을 기록하며 엄청난 기대를 모은다.

### 메이저 리그

#### 2008년 - 루키 시즌
다저스는 제이슨 슈미트, 에스테반 로아이자 등 선발의 중심을 맡고 있는 선수들의 부상과 부진에 의해서 5선발로서 5월 24일에 커쇼를 메이저 리그에 처음으로 승격시킨다. 그리고 다음날인 5월 25일에 있었던 세인트루이스 카디널스전에 선발로 등판하며 메이저 리그 데뷔를 했다. 데뷔 경기에서는 6이닝을 5피안타 7탈삼진 2실점으로 상대 타선을 막으며 호투를 보여줬으나 승패와 연결되지 않았다. 시즌 도중에 조정을 위해서 잠시 마이너 리그 베이스볼로 가기도 했지만 20경기에 선발등판하여 5승 5패, 4.26의 방어율과 100개의 탈삼진을 기록하며 신인으로서는 좋은 성적을 기록했다.

#### 2009년 - 첫 풀타임 시즌
2009년에는 시즌이 시작할 때부터 선발 로테이션의 한축을 맡았다. 하지만, 커쇼가 등판할 때면 다저스의 타선이 상대의 투수를 공략하지 못했으며, 커쇼의 투구도 좋을 때와 안좋을 때의 기복이 컸기 때문에 승수는 별로 챙기지 못했다. 7월 24일이후에는 11번이나 선발로 등판했는데도 1승밖에 올리지 못했을 정도이다. 9월초에는 자신이 던지는 왼쪽 팔이 아닌 오른쪽 어깨 통증으로 인해 전열에서 이탈한다. 결국, 8승 8패를 기록하고 말았지만, 방어율은 2.79(리그 5위), WHIP는 1.23(리그 13위), 185개의 삼진(리그 11위)을 기록했으며, 특히 피안타율은 .200을 기록하며 리그 1위를 차지한다. 한편, 볼넷은 리그 3위인 91개를 내주며 안정적이지 못한면을 보인다.

#### 2010년 - 첫 10승 달성

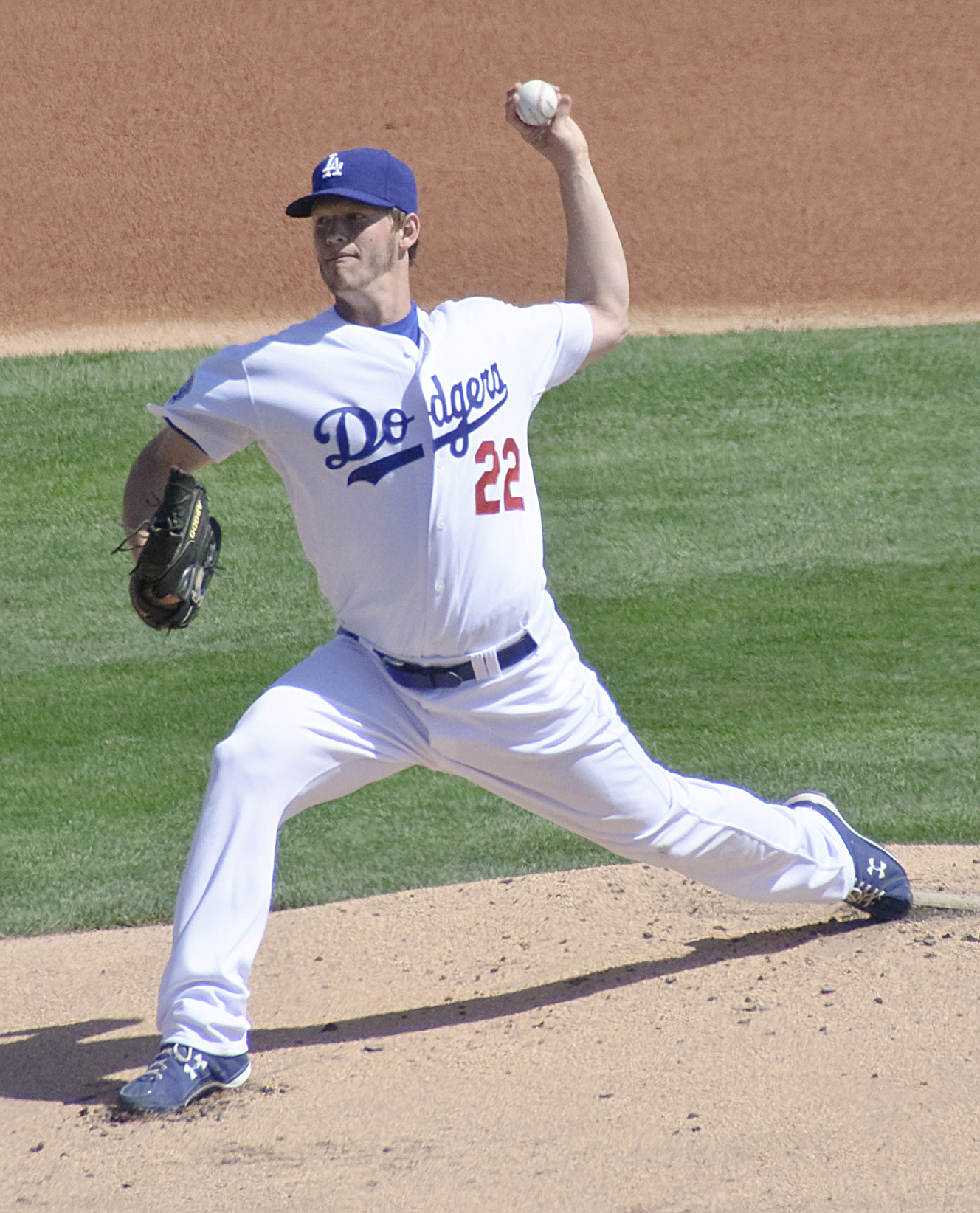
투구하고 있는 커쇼 (2010년)

풀타임으로서 2번째 시즌을 맞게 된 2010년에는 4월 7일에 있었던 피츠버그 파이리츠전에서 개막 2차전 선발로 등판하여 4.2이닝을 투구하며 5개의 피안타, 6개의 볼넷을 내주며 강판된다. 4월에는 등판했던 5경기 전부 3개 이상의 볼넷을 내주며 제구에서 불안정함을 보였지만 방어율은 3.07을 기록했다. 계속된 5월에 있었던 첫번째 경기인 밀워키 브루어스전에서는 2회초에 무려 7실점을 하며 53구만에 강판을 당하며 자신에게 있어서 최악의 결과를 남기는데 끝나지 않고, 홈인 다저스타디움에서는 관중에게 야유를 받기도 한다. 하지만, 다음 등판부터 6월중반까지 8경기 연속으로 3점이하의 자책점을 기록하였으며(그 중 7경기는 퀄리티 스타트), 전반기가 종료될 때까지는 18경기에 나와서 112.1이닝, 방어율 2.96이라는 좋은 성적을 기록한다. 후반기에도 첫 등판이었던 7월 1일의 세인트루이스 카디널스전에서 4.1이닝을 던지며 4실점(4자책점)을 하지만, 이후 시즌이 끝날때까지 13경기에 나와서 11번의 퀄리티 스타트를 기록하며, 안정적인 모습을 보여준다. 7월 20일에 있었던 샌프란시스코 자이언츠전에서는 주심에게 고의적으로 몸에 맞추는 공에 대해서 경고가 나온 후인 7회초에 8번타자로 나온 에런 로언드를 고의적으로 맞추며 퇴장당한다. 그 결과, 다음날인 21일에는 5경기 출장정지를 받으며 벌금을 부과하게 된다. 7월 25일에 있었던 뉴욕 메츠전에서는 10승을 달성했는데, 이는 자신에게 있어서 첫번째 두자릿수 승리 달성이라는 의미있는 승리였다. 또, 9월 14일에 있었던 샌프란시스코 자이언츠전에서는 4개의 피안타만 내주며 완봉승을 기록하며, 동시에 200개의 탈삼진도 기록한다. 이는 자신이게 있어서 첫 완투·완봉, 200개의 탈삼진 돌파였다. 시즌 마지막 등판으로 9월 24일에 있었던 애리조나 다이아몬드백스전에서는 8이닝을 던지며 자신에게 있어서 처음으로 200이닝을 돌파하기도 한다. 시즌에서는 전년과 달라지지 않은 승운때문에 23개의 퀄리티 스타트를 기록하면서 13승밖에 하지 못했지만, 2.91의 방어율, 212개의 탈삼진, .565의 승률, 204.1이닝과 13개의 승수는 팀내에서 1위였으며, 방어율은 리그 9위, 탈삼진은 리그 5위였다. 한편, 볼넷의 개수는 리그에서 7번째로 많은 81개였다.

#### 2011년 - 첫 사이 영 상 수상
2011년 3월 31일에 있었던 개막전에서 처음으로 선발투수로 나서서 7이닝을 무실점으로 막으며 9개의 탈삼진으로 승리투수가 된다. 계속된 4월에는 시간이 갈수록 실점이 늘어나면서 첫 6경기에서 38.1이닝을 던지며 3.52의 방어율을 기록하는데, 전년과 비교했을 때 크게 나아지지 않은 성적이었다. 5월에는 선발로 6경기를 등판하여 5번의 퀄리티 스타트를 기록하며 4승 0패, 1.77의 방어율을 기록하며 컨디션을 끌어올리더니, 6월에도 2경기 연속으로 11개의 삼진을 잡아내며 완투(1경기는 완봉)을 기록하며 주간MVP에도 선정된다. 하지만, 6월 4일에 있었던 신시내티 레즈전과 6월 9일에 있었던 콜로라도 로키스전에서는 2경기 연속으로 6실점을 하기도 하며 전반기가 끝날 시점에는 19경기, 9승 4패, 방어율 3.03이었다. 7월 12일에는 처음으로 메이저 리그 올스타전에 나왔는데, 5회초에 등판하여 1이닝을 삼자범퇴로 막아낸다. 후반기에는 전반기에서 가끔 보였던 대량실점은 보이지 않게 되었으며, 계속 컨디션을 올렸다. 후반기 첫 등판이었던 7월 15일의 애리조나 다이아몬드백스전에서 승리투수가 되며 2년연속으로 두 자릿수 승리를 달성하며, 그 후 2경기에서도 연승을 하며 7월의 이 달의 투수로 뽑힌다. 7월에 상대타자들에게서 뺐어낸 45개의 삼진은 리그 1위였다. 8월에는 6경기에 선발로 등판하여 46.1이닝을 던지는 엄청난 안정감을 보이며 5승과 1.55의 방어율을 기록한다. 이때 펼쳐진 4경기는 전부 이른바 "퀄리티 스타트 플러스(선발로 나와 7이닝 이상을 던지면서 2자책 이하를 기록)"였다. 또, 23일에 있었던 세인트루이스 카디널스전에서는 8개의 탈삼진을 기록하며 2년 연속으로 200탈삼진을 돌파한다. 9월에는 4일에 있었던 애틀랜타 브레이브스전에서는 7이닝을 던지며 2년연속으로 200이닝을 돌파한 것을 시작으로, 5경기에서 4승을 기록한다. 20일에 있었던 샌프란시스코 자이언츠전에서는 승리를 기록하며 자신에게 있어서 처음으로, 로스앤젤레스 다저스의 투수로서는 1990년의 라몬 마르티네즈 이후 21년만에 20승을 달성한다. 최종적으로 후반기에는 14경기에 선발로 등판하여 12승 1패를 기록하며 마구잡이로 승을 쌓았고, 102.2이닝을 던지면서 1.31이라는 엄청난 방어율을 기록한다.
이러한 시즌을 보낸 결과, 방어율 1위(2.28), 다승 1위(21), 탈삼진 1위(248)로 3개의 타이틀을 따내며 투수 트리플 크라운을 달성한다. 다저스 투수가 투수 트리플 크라운을 달성한 것은 커쇼와 같은 좌완투수인 샌디 코팩스가 1966년에 달성한 이후 45년만의 일이었다. 또, 아메리칸 리그에서도 디트로이트 타이거스의 저스틴 벌랜더가 투수 트리플 크라운을 달성하면서 1924년 이후 87년만에 양리그에서 투수 트리플 크라운을 달성하게 된다. 그 밖에도 시즌 중에 가장 활약한 좌완투수에게 주는 워런 스판 상을 수상했으며, 골든 글러브도 수상한다. 게다가 11월 17일에는 자신에게 있어서 첫 번째 사이 영 상을 수상한다. 내셔널 리그를 뛰어넘어서 야구계를 대표하는 투수로 올라서는 시즌이 된다.

#### 2012년 - 사이 영 상 2위
2012년 2월 7일에 다저스와 총액 1,900만 달러에 2년 계약을 맺는다. 시즌에서는 리그에서 가장 많은 33경기에 등판하여 14승 9패를 기록하며, 방어율은 2.53으로 2년 연속으로 리그 1위를 차지한다. 시즌이 끝난후에는 로베르토 클레멘테 상을 받는다.

#### 2013년 - 두번째 사이영상 수상
샌프란시스코와의 개막전을 완봉승으로 장식하며 시즌을 시작했고 올스타 브레이크까지 유일한 1점대 평균자책점의 선발투수였다. 이 기세를 이어 시즌 끝까지 1점대 평균자책점을 유지하며 16승 9패 1.83의 평균자책점과 함께 삼진 232개를 잡아내며 내셔널리그 평균자책점과 탈삼진부문 1위에 올라서게되며 사이영상을 수상하게 된다.

#### 2014년 - 세번째 사이영상 수상
2014년 1월 17일에 소속팀인 다저스 당시 투수 최고액인 2억 1,500만 달러에 7년계약을 맺는다. 3월 30일에는 왼쪽어깨에 부상을 당해서 15일 부상자 리스트에 올랐으며, 5월 6일에 복귀한다. 6월 18일에 있었던 콜로라도 로키스전에서 9이닝동안 무안타, 무사구, 15탈삼진, 무실점을 기록하지만, 1실책으로 인해서 노히트 노런을 기록한다. 6월에는 6경기에 선발등판하여 44이닝동안 6연승, 0.82의 방어율과 61개의 탈삼진을 기록하며 이달의 투수를 수상한다. 그후에도 좋은 컨디션을 유지하며 7월에는 5경기에 등판하여 4승을 기록했으며, 8월 21일에 있었던 샌디에이고 파드레스전 이후 시즌 마지막 등판이었던 9월 24일의 샌프란시스코 자이언츠전까지 전부 승리를 따내며 7경기 7연승을 하며 트리플 크라운을 달성하며 첫번째 사이영상을 수상했던 2011년과 같은 21승을 따낸다. 동시에 3년만에 두번째로 최다승 타이틀을 따내기도 했다. 또한, 방어율도 엄청났는데, 7월 4일에 있었던 로키스전에서 8이닝 무실점을 기록하며 1점대에 들어섰으며, 시즌이 끝날때까지 1점대 방어율을 유지하며 최종적으로 1.77의 평균자책점을 기록, 4년연속으로 방어율 1위를 기록한다. 1.77은 21세기에 들어선 이후 메이저리그 기록이며, 4년연속 방어율 타이틀을 따낸것은 다저스의 전설의 투수인 샌디 코팩스가 1962년부터 1966년까지 5년연속으로 타이틀을 따낸 이후 최다기록에 해당하는 것이었다. 탈삼진은 다저스가 160경기를 소화한 시점에서는 리그 1위였으나, 그 이후에 등판한 워싱턴 내셔널스의 스티븐 스트라스버그와 신시내티 레즈의 호니 쿠에토에게 추월당하며 리그 3위에 그치며 2번째 트리플 크라운은 달성하지 못했다. 더해서 WHIP도 4년연속으로 내셔널 리그 1위를 한다. 세인트루이스 카디널스와의 디비전 시리즈에서는 1차전과 4차전에 등판했으며, 두경기 모두 6회까지 호투하다가 7회에 역전당하는 모습을 보여주며 두경기 전부 패를 기록했으며, 팀도 탈락한다. 오프 시즌에서는 2년연속이자 3번째로 사이영상을 수상했으며, 내셔널 리그 MVP도 수상하였다. MVP와 사이영상을 동시에 수상한 것은 역사상 11명밖에 없었으며, 내셔널 리그의 투수가 MVP를 받은 것은 1968년 이후 처음이었다.(아메리칸 리그에서는 2011년에 디트로이트 타이거스에 소속되어 있던 저스틴 벌랜더가 사이영상과 MVP를 동시에 수상했다.)

#### 2015년 - 첫 300K 달성

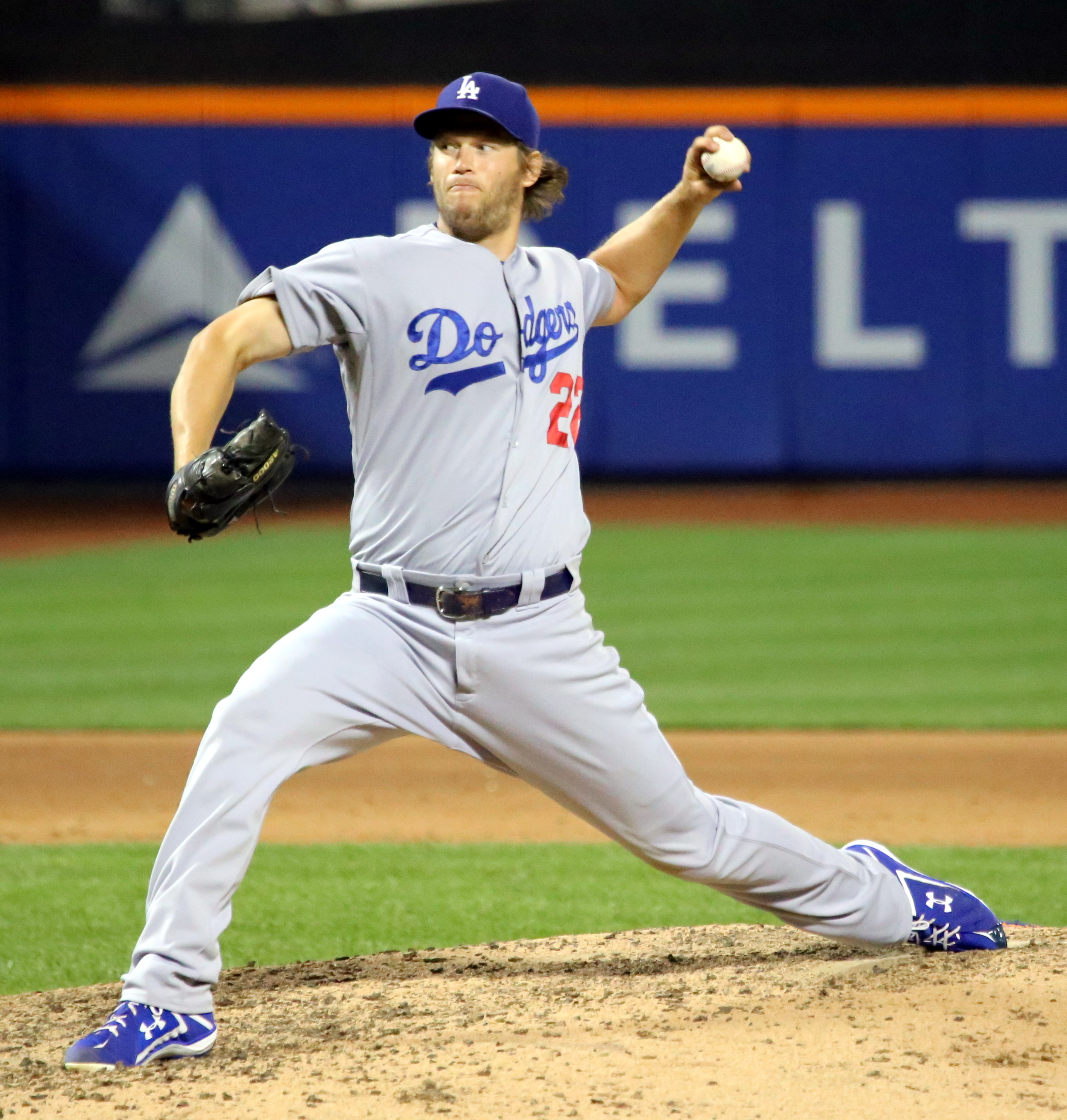
2015년 7월 23일 뉴욕 메츠전

2015년에는 5월까지 6개의 홈런을 맞거나 방어율이 3점대 후반까지 올라가는등 전년도에 사이영상을 수상한 투수로서는 부족한 모습을 보였다. 하지만, 6월 이후에는 컨디션을 회복하며 7월 3일부터 8월 2일에 있었던 경기까지 37이닝 연속 무실점을 기록했으며, 7월에는 33이닝동안 1자책점과 0.27의 방어율을 기록한다. 이로 인해 5번째로 이달의 투수를 수상하기도 한다. 여기에 그치지 않고 좋은 컨디션을 유지해가며 후반기에 선발등판한 15경기에서 1.31의 방어율을 기록하며 4년연속 방어율 1위를 달성한 투수의 모습으로 돌아온다. 또, 10월 4일에 있었던 시즌 마지막 등판에서는 2002년 이후 처음으로 300탈삼진을 기록한다. 최종적으로는 301개를 기록했으며, 3번째로 탈삼진 타이틀을 획득한다. 양리그 1위에 해당하는 232.2이닝을 던지며 리그 3위에 해당하는 2.13의 방어율과 공동 6위에 해당하는 16승을 올리는등 사이영상을 수상해도 이상하지 않을 성적을 기록하지만, 투표에서는 시카고 컵스의 제이크 아리에타와 팀동료인 잭 그레인키에게 밀리며 3위에 그친다. 이로 인해 3년연속 사이영상에도 실패하고, 5년연속으로 방어율 타이틀을 따내는것에도 실패하고 만다.(1위 잭 그레인키) 디비전 시리즈에서는 전년과 같이 1차전과 4차전에 등판했으며, 1차전에서는 6.2이닝 동안 3실점을 기록했지만 타선의 지원을 받지 못하며 패전투수가 되었고, 4차전에서는 7이닝동안 1실점밖에 하지 않으며 승리투수가 된다. 하지만, 팀은 그 해 내셔널리그 우승을 차지한 뉴욕 메츠에게 2승 3패로 밀리며 탈락하고 만다.

#### 2016년 - 부상으로 인한 결장
2016년에도 개막전 선발투수로 등판하여 7이닝 1피안타 무실점으로 승리투수가 되면서 좋은 출발을 보였으며, 전반기에서 16경기에 등판했는데 전경기에서 6이닝 이상을 던졌으며, 이중 12경기에서는 퀄리티 스타트 플러스를 기록했다. 또한, 5월 17일에 있었던 로스앤젤레스 에인절스전부터 6경기 연속으로 두자릿수 탈삼진을 기록했다. 이로 인해 전반기동안은 모든 방면에서 리그 상위권을 다투었지만, 6월 30일에 허리디스크로 인해서 15일 부상자 리스트에 오른다. 그러면서 선출되었던 올스타전에도 나가지 못하게 되고, 설상가상으로 8월 3일에는 60일 부상자 리스트에 등록된다. 9월 9일에 있었던 마이애미 말린스전에서 복귀했으며, 3이닝 동안 2실점하며 패배하고 만다. 부상의 여파는 컸는데, 2010년 이후 가장 적은 12승밖에 하지 못했으며, 규정이닝도 채우지 못했다.(149이닝) 포스트 시즌에서는 워싱턴 내셔널스와의 디비전 시리즈에서 1차전과 4차전에 선발등판한다. 1차전에서는 3회초까지 타선의 지원을 받으며 4점을 리드하지만, 3회말에 2실점하는등 5이닝동안 8피안타 3실점을 기록한다. 그래도 계투진이 1피안타로 막으며 승리투수가 된다. 4차전에서는 시작부터 선취점을 허용하며 출발은 좋지않았지만, 5회까지 타선에서 5점을 지원해주며 자신도 6이닝을 2실점으로 막아낸다. 그후 7회에 2사만루의 위기를 맞이하며 강판되었고, 노디시전으로 끝났지만 팀은 승리했다. 5차전에서도 등판했는데 이는 선발등판이아니라 1점을 리드하던 9회 1아웃 상황에서의 등판이었다. 커쇼가 중간계투로 등판한건 2009년 9월 22일 내셔널스전 이후 처음이었으며, 거기에 이 경기를 마무리지으며 세이브를 기록하는데, 이는 자신의 메이저리그 커리어상 첫번째 세이브였으며, 마이너리그 시절이던 2006년 이후 거의 10년만에 기록한 세이브였다. 이경기에서 승리하며 팀은 리그 챔피언십 시리즈에 진출한다. 시카고 컵스와 맞붙은 챔피언십 시리즈에서는 2차전과 6차전에 선발등판했는데, 2차전에서는 7이닝을 2피안타 무실점으로 막으며 승리를 기록했지만, 6차전에서는 5이닝 5실점으로 기대에 부응하지 못하며 패전투수가 되었으며, 팀은 2승 4패로 탈락한다.

#### 2017년 - 커쇼다운 전반기, 하지만 후반기엔 또다시 부상
2017년 초반엔 작년에 부상여파는 없다고 한다. 그리고 4월까지 5경기 4승 1패 ERA 2.29로 좋은 스타트를 보여주고 5월 6경기 3승 1패 ERA 2.43, 6월 6경기 5승 무패 ERA 2.23로 전반기 뛰어난 피칭을 보여주었지만 후반기 7월 23일 경기중 허리 통증 때문에 2이닝으로 강판되었고 결국 작년에 이어서 또 다시 부상을 당하게 되었다. 그리고 9월에 다시 복귀했지만 9월엔 부상에 여파때문인지 좋은 모습을 보여주지 못했고 시즌 18승 4패 ERA 2.31 202탈삼진으로 시즌을 끝냈다. 포스트 시즌에선 정규시즌처럼 잘하진 않았지만, 그 동안 커쇼 포스트 시즌과 비교하면 뛰어난 모습을 보여주었다.

#### 2018년 - 하락세
2018년 시범경기에선 좋은 모습을 보여주며 정규시즌을 기대하게 만들었다. 하지만 4월 경기에선 커쇼답지 않은 피칭을 보여주면서 하락세에 접어들었다는 말이 많아졌다. 그리고 5월엔 결국 부상을 당했고 6월 말에 복귀했다. 그리고 7월엔 역시 커쇼다운 모습을 보여주면서 살아난 커쇼를 기대하게 했고 8월에도 매우 좋은 모습을 보여주면서 4월에 커쇼 모습을 잊기 시작했다. 하지만 9월엔 커쇼답지 않은 성적을 보여주며 결국 하락세 의심이 들기 시작했다. 그리고 챔피언십 시리즈에선 1 1차전만 빼면 훌륭한 피칭을 보여주었지만 월드시리즈에선 결국 엄청난 부진으로 우승실패에 원흉으로 불리는 불명예를 안게 되었다.

#### 2019 - 샌디 쿠팩스를 넘어서다
다저스 구단은 커쇼와 3년 계약을 체결하고 커쇼는 예전에 구속과 구위를 다시 돌려놓겠다고 말했다. 하지만 개막전 전에 팔에 이상을 느끼면서 결국 개막전 선발은 물건너갔다. 참고로 대체 개막전 선발은 류현진이 맡게 되었다. 그리고 올스타전에선 류현진에 뒤를 이어 등판했지만 1실점으로 패전투수가 되었다. 그리고 8월 1일엔 5개에 탈삼진을 잡으며 2397탈삼진으로 샌디 쿠팩스(2396탈삼진)를 제치고 다저스 투수 탈삼진 순위 3위에 올랐다.
그러나 이번에도 가을에는 고개를 숙였다. 워싱턴과 맞붙은 디비전 시리즈에서 1선발패(2차전)에 1블론세이브(5차전)를 기록하며, 팀은 결국 5차전 연장에서 민루포를 얻어맞으며 시즌 종료.

## 선수로서의 특징
위에서 내리 꽂는 오버 스로 폼을 가지고 던지는 포심과 슬라이더가 투구의 8할을 차지하고 있으며, 거기에 커브를 섞어 던진다. 또, 우타자에 대해서는 3%정도 서클 체인지업을 던지기도 한다. 포심의 평균구속이 93.6마일 (2015시즌 기준 약 151 km/h)로 좌완 선발투수 중에서는 정상급이고 모든 선발투수 중에서는 빠른 편은 아니다. 하지만 포심의 무브먼트는 선발투수중에서 정상급이고 80마일대 후반으로 형성되는 예리하면서 날카로운 리그 정상급 슬라이더와 종으로 크게 떨어지는 70마일대의 리그 정상급 커브(흔히 말하는 12-6커브. 타자로부터 보면 시침이 12시에서 6시 방향으로 타자 앞에서 뚝 떨어진다)를 구사하여 타자를 압도하는 스타일이다. 또, 왼손투수라는 장점을 살려 견제를 잘하며, 수비력도 뛰어나다고 평가되어 종합적으로 완벽한 투수이다.

## 포스트 시즌에서의 부진
커쇼는 로스앤젤레스 다저스의 레전드 투수 계보를 이어가고 있지만, 포스트 시즌에서는 매우 좋지 않은 모습을 보여주고있다. 포스트 시즌에서 통산 37경기 중 30경기에 선발로 등판했으며, 37경기에서 13승 12패 1세이브 방어율 4.19를 기록하고 있는데, 특히 한국의 선수인 류현진이 다저스로 간 이후에는 4연패를 하며 한국에 있는 팬들에게 실망감을 안겨주었다.
커쇼의 포스트 시즌 기록을 보면 애틀랜타 브레이브스를 상대로 강했고 세인트루이스 카디널스를 상대로 매우 약한 것을 알 수 있는데, 2014년 10월 7일 세인트루이스 카디널스와의 디비전 시리즈 4차전에서는 선발패를 당함으로써 다저스 역사상 최초로 포스트 시즌 4경기 연속 선발패를 당한 투수가 되었으며, 메이저 리그에서 최초로 포스트 시즌에서 2경기 연속으로 7실점을 한 선발투수가 되었다. ESPN은 커쇼의 이러한 포스트 시즌 기록들에 대해서 커쇼의 경력에 오점이 될 것이라고 평가했다.
하지만, 2020년에서 팀이 우승을 하면서 잔혹사를 끊어내게 된다.
다음은 커쇼의 포스트시즌 선발 성적이다.
| 경기 날짜        | 상대팀                  | 이닝 | 실점 | 자책 | 방어율 | 승패 |
| ---------------- | ----------------------- | ---- | ---- | ---- | ------ | ---- |
| 2009년 10월 8일  | 세인트루이스 카디널스   | 6.2  | 2    | 2    | 2.70   | ND   |
| 2009년 10월 15일 | 필라델피아 필리스       | 4.2  | 5    | 5    | 9.64   | 패   |
| 2013년 10월 3일  | 애틀랜타 브레이브스     | 7.0  | 1    | 1    | 1.29   | 승   |
| 2013년 10월 7일  | 애틀랜타 브레이브스     | 6.0  | 2    | 0    | 0.00   | ND   |
| 2013년 10월 12일 | 세인트루이스 카디널스   | 6.0  | 1    | 0    | 0.00   | 패   |
| 2013년 10월 18일 | 세인트루이스 카디널스   | 4.0  | 7    | 7    | 15.75  | 패   |
| 2014년 10월 3일  | 세인트루이스 카디널스   | 6.2  | 8    | 8    | 10.80  | 패   |
| 2014년 10월 7일  | 세인트루이스 카디널스   | 6.0  | 3    | 3    | 4.50   | 패   |
| 2015년 10월 9일  | 뉴욕 메츠               | 6.2  | 3    | 3    | 4.05   | 패   |
| 2015년 10월 13일 | 뉴욕 메츠               | 7.0  | 1    | 1    | 1.29   | 승   |
| 2016년 10월 7일  | 워싱턴 내셔널스         | 5.0  | 3    | 3    | 5.40   | 승   |
| 2016년 10월 11일 | 워싱턴 내셔널스         | 6.2  | 5    | 5    | 6.75   | ND   |
| 2016년 10월 16일 | 시카고 컵스             | 7.0  | 0    | 0    | 0.00   | 승   |
| 2016년 10월 22일 | 시카고 컵스             | 5.0  | 5    | 4    | 7.20   | 패   |
| 2017년 10월 6일  | 애리조나 다이아몬드백스 | 6.1  | 4    | 4    | 5.68   | 승   |
| 2017년 10월 14일 | 시카고 컵스             | 5.0  | 2    | 2    | 3.60   | ND   |
| 2017년 10월 19일 | 시카고 컵스             | 6.0  | 1    | 1    | 1.50   | 승   |
| 2017년 10월 24일 | 휴스턴 애스트로스       | 7.0  | 1    | 1    | 1.29   | 승   |
| 2017년 10월 29일 | 휴스턴 애스트로스       | 4.2  | 6    | 6    | 11.57  | ND   |
| 2018년 10월 5일  | 애틀랜타 브레이브스     | 8.0  | 0    | 0    | 0.00   | 승   |
| 2018년 10월 12일 | 밀워키 브루어스         | 3.0  | 5    | 4    | 12.00  | 패   |
| 2018년 10월 17일 | 밀워키 브루어스         | 7.0  | 1    | 1    | 1.29   | 승   |
| 2018년 10월 23일 | 보스턴 레드삭스         | 4.0  | 5    | 5    | 11.25  | 패   |
| 2018년 10월 28일 | 보스턴 레드삭스         | 7.0  | 4    | 4    | 5.14   | 패   |
|                  | 워싱턴 내셔널스         |      | 3    | 3    |        | 패   |
|                  | 워싱턴 내셔널스         |      | 2    | 2    |        |      |

- 2019시즌 종료 기준.

## 생활
클레이턴 커쇼의 아버지 크리스토퍼 조지 커쇼(Christopher George Kershaw)는 음악가이며 클리오상을 받은 경력이 있다. 클레이턴 커쇼의 어머니 마리앤(Marianne, née Tombaugh)의 큰아버지 클라이드 톰보는 명왕성을 발견한 천문학자였다.
커쇼는 텍사스주에 있는 댈러스에서 성장했다. 그가 다닌 학교에는 디트로이트 라이온스의 쿼터백인 매튜 스태포드, 메이저 리그에서 뛰고 있는 투수인 조단 월든 · 션 톨레슨도 같이 다니고 있었다. 그는 전 텍사스 레인저스 선수였던 윌 클락을 가장 좋아했으며, 자신의 등번호가 22번인 이유가 바로 윌 클락이 주로 사용했던 등번호였기 때문이다. 커쇼는 2010년 12월 4일에 7년간 교제해온 여자친구인 엘런 멜슨과 결혼한다. 커쇼는 독실한 감리교 신자로 알려져 있다. 비시즌에는 부인인 엘런과 잠비아에서 봉사활동을 하며, 그의 홈팀이 있는 로스앤젤레스와 고향인 댈러스에서도 봉사활동을 한다. 그 공로로 2012년 로베르토 클레멘테 상을, 2013년 브랜치 리키 상을 수상했다.

## 수상 경력
- 내셔널 리그 MVP 1회 : 2014년[37]
- 다승 1위 3회 : 2011년, 2014년[38], 2017년
- 방어율 1위 5회 : 2011년 ~ 2014년[39], 2017년 (역대 3위 타이기록)
- 탈삼진 1위 3회 : 2011년, 2013년[40], 2015년
- 트리플 크라운 1회 : 2011년[41]
- 사이 영 상 3회 : 2011년, 2013년, 2014년[42] (역대 5위 타이기록)
- 로베르토 클레멘테 상 1회 : 2012년[43]
- 워렌 스판 상 4회 : 2011년, 2013년, 2014년[44], 2017년 (역대 1위 타이기록)
- 골드 글러브 1회 : 2011년[45]
- 노 히트 노런 1회 : 2014년 6월 18일 콜로라도 로키스전[46]
- 선수가 뽑는 올해의 투수 3회 : 2011년, 2013년, 2014년[47]
- 이 달의 투수 6회 : 2011년 7월, 2013년 7월, 2014년 6월[48], 2014년 7월, 2015년 7월, 2016년 5월
- 메이저 리그 올스타전 선출 8회 : 2011년 ~ 2017년, 2018년

## 통산 투수 기록
| 연 도           | 소 속           | 나 이           | 승 리 | 패 전 | 승 률 | 평 자 책 | 출 장 | 선 발 | 완 투 | 완 봉 | 세 이 브 | 홀 드 | 이 닝  | 피 안 타 | 피 홈 런 | 볼 넷 | 고 4 | 탈 삼 진 | 몸 맞 | 보 크 | 폭 투 | 실 점 | 자 책 | 타 자 수 | W H I P |
| --------------- | --------------- | --------------- | ----- | ----- | ----- | -------- | ----- | ----- | ----- | ----- | -------- | ----- | ------ | -------- | -------- | ----- | ---- | -------- | ----- | ----- | ----- | ----- | ----- | -------- | ------- |
| 2008            | LAD             | 20              | 5     | 5     | .500  | 4.26     | 22    | 21    | 0     | 0     | 0        | 1     | 107.2  | 109      | 11       | 52    | 3    | 100      | 1     | 0     | 7     | 51    | 51    | 470      | 1.50    |
| 2009            | LAD             | 21              | 8     | 8     | .500  | 2.79     | 31    | 30    | 0     | 0     | 0        | 0     | 171.0  | 119      | 7        | 91    | 4    | 185      | 1     | 2     | 11    | 55    | 53    | 701      | 1.23    |
| 2010            | LAD             | 22              | 13    | 10    | .565  | 2.91     | 32    | 32    | 1     | 1     | 0        | 0     | 204.1  | 160      | 13       | 81    | 9    | 212      | 7     | 2     | 5     | 73    | 66    | 848      | 1.18    |
| 2011            | LAD             | 23              | 21    | 5     | .808  | 2.28     | 33    | 33    | 5     | 2     | 0        | 0     | 233.1  | 174      | 15       | 54    | 2    | 248      | 3     | 1     | 5     | 66    | 59    | 912      | 0.98    |
| 2012            | LAD             | 24              | 14    | 9     | .609  | 2.53     | 33    | 33    | 2     | 2     | 0        | 0     | 227.2  | 170      | 16       | 63    | 5    | 229      | 5     | 2     | 6     | 70    | 64    | 901      | 1.02    |
| 2013            | LAD             | 25              | 16    | 9     | .640  | 1.83     | 33    | 33    | 3     | 2     | 0        | 0     | 236.0  | 164      | 11       | 52    | 2    | 232      | 3     | 2     | 12    | 55    | 48    | 908      | 0.92    |
| 2014            | LAD             | 26              | 21    | 3     | .875  | 1.77     | 27    | 27    | 6     | 2     | 0        | 0     | 198.1  | 139      | 9        | 31    | 0    | 239      | 2     | 2     | 7     | 42    | 39    | 749      | 0.86    |
| 2015            | LAD             | 27              | 16    | 7     | .696  | 2.13     | 33    | 33    | 4     | 3     | 0        | 0     | 232.2  | 163      | 15       | 42    | 1    | 301      | 5     | 3     | 9     | 62    | 55    | 890      | 0.88    |
| 2016            | LAD             | 28              | 12    | 4     | .750  | 1.69     | 21    | 21    | 3     | 3     | 0        | 0     | 149.0  | 97       | 8        | 11    | 1    | 172      | 2     | 3     | 5     | 31    | 28    | 544      | 0.72    |
| 2017            | LAD             | 29              | 18    | 4     | .818  | 2.31     | 27    | 27    | 1     | 0     | 0        | 0     | 175.0  | 136      | 23       | 30    | 0    | 202      | 0     | 2     | 4     | 49    | 45    | 679      | 0.95    |
| 2018            | LAD             | 30              | 9     | 5     | .643  | 2.73     | 26    | 26    | 0     | 0     | 0        | 0     | 161.1  | 139      | 17       | 29    | 0    | 155      | 2     | 0     | 10    | 55    | 49    | 650      | 1.04    |
| MLB 통산 : 11년 | MLB 통산 : 11년 | MLB 통산 : 11년 | 153   | 69    | .689  | 2.39     | 318   | 316   | 25    | 15    | 0        | 1     | 2096.1 | 1570     | 145      | 536   | 27   | 2275     | 31    | 19    | 81    | 609   | 557   | 8252     | 1.00    |

- 시즌 기록 중 굵은 글씨는 해당 시즌 최고 기록

## 등번호
- 54 (2008년 ~ 2008년 시즌 중)
- 22 (2008년 시즌 중 ~ 현재)